# Orlanka (Białoruś)
Orlanka (hist. Irlandka biał. Арлянка, Arlanka; ros. Орлянка, Orlanka) – wieś na Białorusi, w obwodzie brzeskim, w rejonie małoryckim, w sielsowiecie Hwoźnica.
Dawniej miejscowość występowała także pod nazwą Irlandka.

## Warunki naturalne
Orlanka położona jest przy dużym kompleksie leśnym, częściowo chronionym przez Rezerwat Krajobrazowy Polesie Nadbużańskie, którego granice przebiegają nieopodal wsi.

## Historia
W 1802 roku Jan O’Byrn kupił od Michała Orzeszki dwa sąsiadujące ze sobą folwarki Hwoździca i Brodiatyń w ówczesnym powiecie (ujeździe) brzeskim. Posiadłość zwana Irlandką stała się od tego czasu gniazdem rodziny d’Obyrnów, wywodzącej się z irlandzkiego klanu O’Byrne. Sama nazwa Irlandki nawiązywała do Irlandii, z której pochodził ród.
Dnia 4 stycznia 1839 roku w Irlandce urodził się przyszły powstaniec styczniowy i inżynier – Tytus O’Byrn. W rękach rodziny O’Byrna, miejscowość przebywała jeszcze do około 1850 roku, a w okolicach tej daty zakupił ją Antoni Jaskłowski, również powstaniec styczniowy, za udział w którym został zesłany na Syberię.

W międzyczasie wieś ponownie zmieniła właścicieli, gdyż już w 1863 roku należała do kolejnego powstańca styczniowego, Edwarda Wysockiego. W 1864 r. został pozbawiony praw państwowych przez rosyjski sąd, a jego majątek skonfiskowano na rzecz rosyjskiego skarbu państwa. Sam Edward również został zesłany na Syberię .

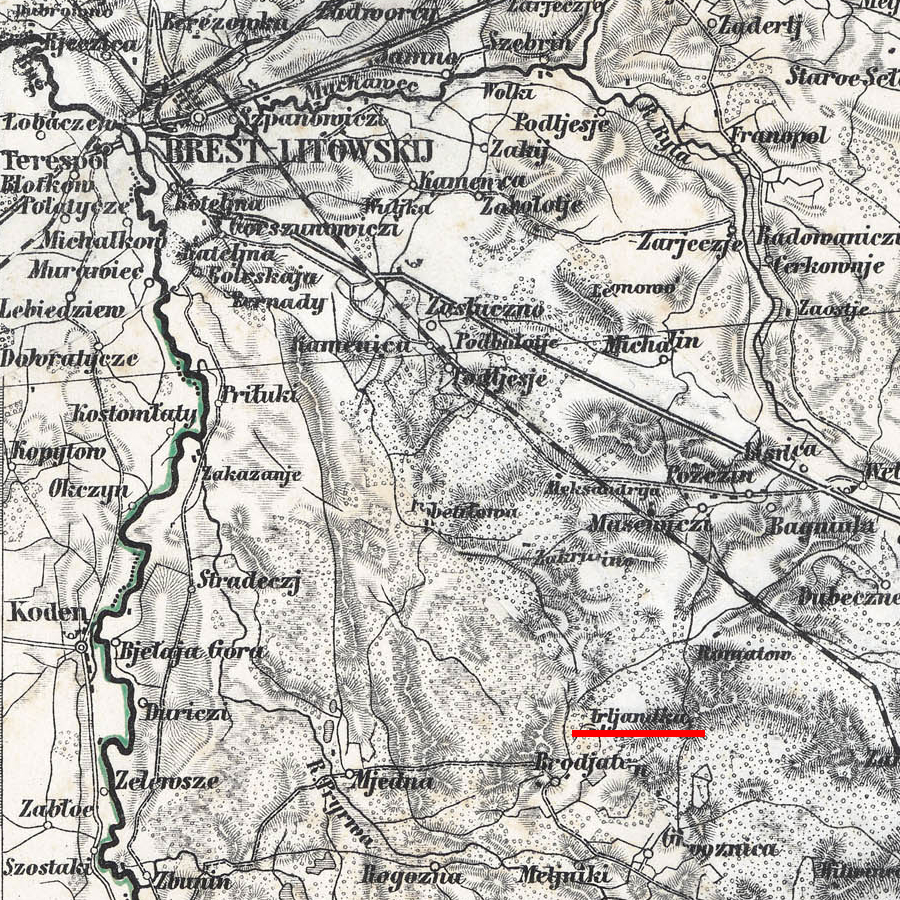
Irlandka na mapie z 1874 roku

W Słowniku geograficznym Królestwa Polskiego z 1900 roku, wieś figurowała pod nazwami Irlandka i Irlanka-Bodziatyn. Były to wówczas dobra ziemskie, należące do kilku właścicieli, których powierzchnia wynosiła 2127 dz. (ok. 2300 ha.), z czego 487 dz. stanowiły lasy, a 662 dz. – nieużytki .
W dwudziestoleciu międzywojennym leżała w Polsce, w województwie poleskim, w powiecie brzeskim, w gminie Miedna. Po II wojnie światowej w granicach Związku Sowieckiego, od 1991 roku znajduje się w terenach niepodległej Białorusi.